# Fusion de communes en Belgique
Pour les articles homonymes, voir Fusion de communes.
En Belgique, on désigne par fusion des communes, le processus qui a conduit à la réduction du nombre de communes, le 1er janvier 1977, où le pays est passé ce jour-là de 2 359 à 596 communes autonomes. Une nouvelle modification du nombre de communes a eu lieu le 1er janvier 1983, avec la fusion anversoise, portant à 589 le nombre de communes. Après une pause dans le processus de fusion des communes, la Région flamande a pris, avec le décret du 24 juin 2016, des mesures pour inciter à des fusions volontaires. Ces nouvelles dispositions aboutissent à une réduction du nombre de communes au 1er janvier 2019, passant de 589 à 581. Le 2 décembre 2024, les communes wallonnes de Bastogne et Bertogne fusionnent, de même que 28 communes flamandes le 1er janvier 2025. Ainsi, la Belgique compte désormais 565 communes.

## Historique

### Période française et hollandaise (1796-1830)
L'annexion, par la France, des Pays-Bas autrichiens, des principautés de Liège et de Stavelot et du duché de Bouillon le 4 brumaire an IV (26 octobre 1795) entraîne une réorganisation territoriale avec la commune comme unité territoriale de base. En 1800, le territoire de l'actuelle Belgique compte 2 741 communes. Le pouvoir français souhaite cependant réduire le morcellement communal dans les départements belges et pousse les préfets à prendre des mesures pour réduire ce nombre. 127 communes sont ainsi supprimées pendant cette période dans les départements de Jemmapes, de la Dyle et celui de Sambre-et-Meuse. La période hollandaise ne met pas fin à ce processus et il continue dans une moindre mesure pour atteindre 2 492 communes en 1830.

### De l'indépendance à l'entre-deux-guerres (1830-1940)
Avec l'indépendance de la Belgique, le mouvement s'inverse avec la création de nouvelles communes pour atteindre son maximum en 1928, où le pays recense 2 675 communes après avoir connu sur la même période la création de 153 communes tandis que 7 ont été supprimés. Ainsi, en 1896, le hameau appelé La Bretagne se sépare de Landelies pour prendre son autonomie sous le nom de Goutroux. L'article 3 de la Constitution (actuellement l'article 7) et la loi provinciale de 1836 codifient d'ailleurs les modalités des fusions ou des créations de nouvelles communes en Belgique.
Pendant cette période la Belgique a connu deux changements dans ses limites territoriales. En 1839, le traité des XXIV articles conduit la Belgique à céder une partie de son territoire, qui formera d'une part la province néerlandaise de Limbourg et d'autre part le grand-duché de Luxembourg. En effet, depuis 1830, la Belgique administrait l'ensemble du Limbourg et du Luxembourg. En 1831, le traité des XVIII articles le reconnut mais celui-ci ne fut jamais signé par les Pays-Bas. Les communes correspondantes seront donc perdues en 1839. Après la Première Guerre mondiale, les communes des cantons de l'Est furent prises à l'Allemagne.
Les mouvements de population, l'exode rural, et les bouleversements économiques du XIXe siècle et du début XXe siècle entraînent de nouvelles réflexions sur l'organisation de la carte communale et surtout à Bruxelles où la volonté de créer un « Grand Bruxelles » existe. Deux solutions sont avancées à la veille de la Première Guerre mondiale, celle d'un regroupement des communes périphériques avec Bruxelles, ou bien la création d'une structure intercommunale pour gérer certaines compétences. Au lendemain de la guerre, le bourgmestre de Bruxelles, Adolphe Max, propose, en 1921, d'ailleurs la création d'un district métropolitain pour l'agglomération bruxelloise. D'ailleurs, la même année, les communes de Laeken, de Neder-Over-Heembeek et de Haren ont fusionné avec celle de Bruxelles pour former la commune de Bruxelles-ville. Des publications sur la gestion communale pendant l'entre-deux-guerres, esquisse des idées pour l'avenir des communes et notamment la fusion des communes.

### Seconde Guerre mondiale
L'occupation allemande va bouleverser la structure communale du royaume. Les Allemands souhaitent que les communes périphériques autour de grandes agglomérations forment une seule et même commune avec une administration et une organisation policière. De cette volonté de l'occupant, des communes sont regroupées et entraîne la naissance de sept grandes communes entre 1941 et 1942 : Anvers, Bruges, Bruxelles, Charleroi, Gand, La Louvière et Liège. Le pouvoir juridique s'oppose à ces créations et la Cour de cassation confirme le 1er février 1943 l'illégalité de la création du Grand Anvers, malgré l'insistance des autorités d'occupation. La fin de l'occupation met fin radicalement à ces fusions de communes et un retour au statu quo d'avant-guerre, mais l'idée n'est pas abandonnée.

### Loi unique
Au lendemain de la Seconde Guerre mondiale, quatre communes sont supprimées entre 1945 et 1961. Au 1er janvier 1961, on recense 2 663 communes en Belgique,. Dès 1957, la réflexion sur la fusion des communes se déclenche avec une circulaire ministérielle de 1957 et la déclaration gouvernementale du gouvernement Eyskens III en novembre 1958 pour favoriser le regroupement de petites communes. Cela aboutit à la Loi unique du 14 février 1961, où elle introduit de nouvelles dispositions pour faciliter les fusions des communes en donnant le droit au gouvernement d'effectuer ces regroupements pour une durée de dix ans. Ces nouvelles dispositions entraînent une première réduction du nombre de communes. En 1964, la Belgique compte 2 585 communes, dont 110 communes ont été regroupées dans 37 nouvelles entités. En 1970, la Belgique est ainsi passée à 2 379 communes puis l'année suivante à 2 359 communes.
À la fin de cette durée de dix ans, en 1971, Lucien Harmegnies, ministre de l'Intérieur sous le gouvernement de Eyskens IV (1968–1972), décide de procéder au remembrement du territoire et fait adopter une nouvelle loi le 23 juillet 1971,. Elle élargit le champ d’application de la Loi unique afin de la rendre applicable dans le cas des grandes agglomérations, initialement exclues de ces dispositions. Aucune nouvelle proposition de fusion n'est cependant proposée avant juin 1974.

### Plan Michel et fusion de 1977
Le ministre de l'Intérieur, Joseph Michel, du gouvernement de Tindemans II annonce en septembre 1974 le lancement du remodelage de la carte communale qui doit être abouti pour les élections communales d'octobre 1976. Plusieurs critères ont été utilisés pour regrouper les communes comme les éléments financiers, géographiques, linguistiques, économiques, sociaux ou culturels sans retoucher les limites des arrondissements administratifs et des provinces sauf si elles sont justifiées selon la loi du 23 juillet 1971. Après avoir consulté les provinces et les communes entre septembre 1974 et janvier 1975 sur les propositions de fusions, un projet de fusion est écrit et soumis à deux comités ministériels régionaux, l'un pour la Wallonie et l'autre pour la Flandre. Ce projet aboutit à l'arrêté royal du 17 septembre 1975, découpant la Belgique en 589 communes pour le 1er janvier 1977, mais elle est repoussée de six ans pour Anvers et sept communes de sa périphérie,. Celui-ci est ratifié par la loi du 30 décembre 1975. Le 1er janvier 1977, la Belgique passe ainsi de 2 359 à 596 communes.

### Fusion anversoise et rectifications des limites communales (1977-1983)
Après l'adoption de la loi de décembre 1975, une commission spéciale est mise dès 1976 dans chaque province pour effectuer les rectifications des limites administratives de l'ensemble des 596 communes. Après des discussions avec les communes, les particuliers et des organismes privés, des arrêtés royaux sont publiés en 1982 pour finaliser les rectifications.
Ayant obtenu un sursis de six ans, au cours de l'année 1982, deux arrêtés et deux lois règlent les modalités de la fusion des communes d'Anvers, de Berchem, de Borgerhout, de Deurne, de Ekeren, de Hoboken, de Merksem et de Wilrijk pour le 1er janvier 1983,. La Belgique passe à 589 le 1er janvier 1983, comme prévu par la loi du 30 décembre 1975 : 308 en Région flamande, 262 en Région wallonne et 19 en Région bruxelloise.

## Nouvelles fusions auXXIesiècle
En 2001, avec la cinquième réforme de l'État, la tutelle des communes est passée de l'État fédéral aux régions. Elles peuvent décider de l'organisation de la carte communale.
La fusion de 1977 a exclu, dans ce mouvement de fusion, les communes de la Région bruxelloise et des communes à facilités linguistiques, ne pouvant se regrouper avec des communes d'un régime linguistique différent. La commune la moins peuplée du royaume, Herstappe, dans la province de Limbourg, n'a pas pu être regroupée avec Tongres en raison de son régime de facilité linguistique.
Dans la Région bruxelloise, Didier Reynders, chef de file du MR, demande une réflexion sur la fusion des communes en février 2018 comme le demandent des partis flamands ou des groupes de réflexions locales. La commune d'Auderghem a d'ailleurs proposé en octobre 2017 à sa voisine de Watermael-Boitsfort de fusionner même si cette dernière a refusé. Entre 1975 et 1979, plusieurs projets de fusion ont d'ailleurs eu lieu pour les communes de la Région de Bruxelles-Capitale avec une réduction à six communes par exemple, mais elles n'ont pas abouti à une loi en raison de la réaction négative des partis politiques.
En Région wallonne, l'idée d'une nouvelle fusion des communes ne fait pas l'unanimité,, même si les communes d'Ath et de Brugelette ont évoqué en 2017 une fusion volontaire entre les deux communes.
La Région flamande a décidé de relancer le processus de fusion des communes en mettant en place, avec le décret du 24 juin 2016, des incitations fiscales comme un allègement de la dette de la commune et une taxe communale allégée pour la commune fusionnée.

### Nouvelles fusions en Flandre en 2019
À la suite du décret du 24 juin 2016 du gouvernement flamand, sept nouvelles fusions ont eu lieu le 1er janvier 2019, juste après les élections communales belges de 2018.
Dans chaque commune, la décision a été prise dans le courant de l'année 2017. La liste ci-dessous résume les nouvelles communes :
- le 23 mai 2017, les communes de Aalter et Knesselare ont décidé de fusionner sous le nom d'Aalter, pour former une commune d'environ 30 000 habitants[22]. La fusion a été définitivement entérinée le 11 octobre 2017[23] ;
- le 11 juillet 2017, les communes de Deinze et Nevele ont décidé de fusionner[24]. La nouvelle commune portera le nom de Deinze ;
- en septembre 2017, les communes de  Waarschoot, Zomergem et Lovendegem ont entériné leur projet de fusion. La nouvelle commune portera le nom de Lievegem. Lievegem aura environ 26 000 habitants[25] ;
- en septembre 2016, Kruishoutem et Zingem ont commencé à négocier une fusion. Ils ont annoncé leurs intentions de fusionner en décembre[26]. Le choix du nom s'est porté sur Kruisem, nom du village fictif des romans de Marc de Bel, auteur originaire de Kruishoutem[27] ;
- les communes de Opglabbeek et Meeuwen-Gruitrode ont été les premières communes à annoncer leur intention de fusionner en 2019[28]. Le 26 juin 2017, cette fusion a été officiellement acceptée par les conseils communaux. La nouvelle commune aura 23 000 habitants et portera le nom de Oudsbergen[29] ;
- en 2017, Neerpelt et Overpelt et éventuellement Hamont-Achel ont commencé à discuter d'une éventuelle fusion. Hamont-Achel a pour finir décidé de ne pas fusionner, mais Neerpelt et Overpelt ont décidé de continuer la procédure de fusion. Les habitants ont choisi comme nouveau nom pour la commune : Pelt[30] ;
- les communes anversoises de Saint-Amand et Puers vont fusionner en Puers-Saint-Amand[31],[32].

Dès 2019, la Flandre compte donc huit communes de moins que l'année précédente soit 300 communes au lieu de 308 en 2018. La Belgique compte au total 581 communes.

### Nouveau décret-fusion en Wallonie pour 2024
Un avant-projet de décret créant un cadre pour de nouvelles fusions en 2024 est en cours de rédaction. Celle-ci se ferait sur base volontaire mais avec une reprise de la dette comme incitant à la fusion.
- Bastogne absorbe Bertogne le 2 décembre 2024[34],[35].

### Nouvelles fusions en Flandre en 2025
Des nouvelles fusions pour les élections 2024 qui seraient effectives à partir du 1er janvier 2025 sont discutées, notamment :
Province de Flandre-Orientale
- Beveren, Kruibeke et Zwijndrecht[37], la dernière passant d'Anvers à la Flandre-Orientale, pour former la commune de Beveren-Kruibeke-Zwijndrecht ;

- Melle et Merelbeke[37] pour former la commune de Merelbeke-Melle[37] ;

- La Pinte et Nazareth[37], la nouvelle commune portera le nom de Nazareth-La Pinte, en néerlandais Nazareth-De Pinte[37] ;

- Lochristi et Wachtebeke[38]. La nouvelle commune portera le nom de Lochristi[39],[37] ;

- Moerbeke et Lokeren ont annoncé en mars 2022 qu'ils fusionneraient d'ici 2025. La nouvelle commune fusionnée reprendra le nom de Lokeren[40],[41],[37] ;

Province de Flandre-Occidentale
- Ruiselede et Wingene ont annoncé le 25 avril 2022 leur intention de fusionner. À partir du 1er janvier 2025, la commune fusionnée continuera à porter le nom de Wingene. Il s'agit de la première décision de fusion en Flandre-Occidentale depuis les fusions de 1977[42],[37] ;

- Meulebeke et Tielt[37], la commune garde le nom de Tielt.

Province du Limbourg
- les communes Bilzen, Hoeselt et Riemst[43]. En 2021, Riemst décide de rester une commune à part entière[44]. Le 28 juin 2021, les conseils communaux de Bilzen en Hoeselt s'accordent sur le principe de fusion. Les deux communes fusionneront le 1er janvier 2025[45],[37], la commune s'appellera Bilzen-Hoeselt[37] ;

- Hasselt et Kortessem[37], la commune garde le nom de Hasselt ;

- Tessenderlo et Ham pour former Tessenderlo-Ham[36],[37] ;

- Tongres et Looz[36],[37], la nouvelle commune portera le nom de Tongres-Looz, en néerlandais Tongeren-Borgloon[37] ;

Province d'Anvers
- Borsbeek et Anvers, Borsbeek deviendra le 10e district d'Anvers[46],[47],[37] ;

Province du Brabant flamand
- Gammerages, Gooik et Hérinnes[37] pour former la commune de Pajottegem, il s'agit de la première fusion en Brabant flamand depuis 1977 ;

#### Projets abandonnés
- Malines de la province d'Anvers et Boortmeerbeek du Brabant flamand. La nouvelle commune aurait fait partie de la province d'Anvers. La commune aurait compté 100 000 habitants et aurait été divisée en 3 sections : Boortmeerbeek-Muizen, Malines-Campagnes et Malines-Ville[48]. La fusion n'aura finalement pas lieu, principalement à cause des protestations des habitants de Boortmeerbeek[49].

## Section
On désigne par le terme « section », « commune avant fusion » ou « ancienne commune » les communes indépendantes au 1er janvier 1961 (en néerlandais : deelgemeente (nl)) ainsi que chacune des quatre communes de la ville de Bruxelles d'avant la fusion de 1921,,[réf. à confirmer]
En pratique, une section peut comprendre un ou plusieurs villages, hameaux ou autres lieux habités. Tout comme les communes actuelles, son nom est souvent le même que celui de la localité principale en faisant partie, mais peut être également le même que celui d’un hameau constitutif, ou être sensiblement ou complètement différent de ceux de ses localités constitutives. Elle est géographiquement bien définie, contrairement aux localités qui la composent ; il se peut cependant que cette définition géographique ait été modifiée depuis sa création, entre autres lors des fusions, certaines localités ayant parfois changé de section.
Pour faire clairement la distinction avec sa section homonyme, on désigne souvent une commune actuelle sous le terme d'« entité » ou de « commune fusionnée ». Ainsi, on parlera par exemple de l'entité ou de la commune fusionnée de Mons (on dit aussi « le Grand Mons ») pour la différencier de la section de Mons qui n'est qu'une partie de la commune.